# Glypta alaskensis
Glypta alaskensis är en stekelart som beskrevs av Dasch 1988. Glypta alaskensis ingår i släktet Glypta och familjen brokparasitsteklar. Inga underarter finns listade i Catalogue of Life.